# Curtea (Timiș)
Curtea é uma comuna romena localizada no distrito de Timiș, na região histórica do Banato (parte da Transilvânia). A comuna possui uma área de 44.39 km² e sua população era de 1247 habitantes segundo o censo de 2007.